# Rouvroy-Ripont
Rouvroy-Ripont – miejscowość i gmina we Francji, w regionie Grand Est, w departamencie Marna.
Według danych na rok 1990 gminę zamieszkiwało 8 osób, a gęstość zaludnienia wynosiła 1 osoba/km².